# Popis hrvatskih veleposlanika u Ujedinjenim Arapskim Emiratima
Republika Hrvatska i Ujedinjeni Arapski Emirati održavaju diplomatske odnose od 23. lipnja 1992. Sjedište veleposlanstva je u Kairu.

## Veleposlanici
Hrvatska nema rezidentno veleposlanstvo u Ujedinjenim Arapskim Emiratima. 
Veleposlanstvo Republike Hrvatske u Arapskoj Republici Egipat pokriva Bahrein, Džibuti, Eritreja, Etiopiju, Irak, Jemen, Jordan, Libanon, Saudijsku Arabiju, Siriju, Sudan i UAE.
| Veleposlanik    | Postavljenje       | Opoziv              | Sjedište  |
| --------------- | ------------------ | ------------------- | --------- |
| Vanja Kalogjera | 28. kolovoza 1992. | 1. veljače 1996.    | Abu Dhabi |
| Daniel Bučan    | 12. kolovoza 1997. | 1. kolovoza 1998.   | Kairo     |
| Drago Štambuk   | 8. veljače 1999.   | 31. listopada 2000. | Kairo     |
| Ivica Tomić     | 14. siječnja 2002. | 14. studenoga 2005. | Kairo     |
| Dražen Margeta  | 20. lipnja 2006.   | 31. prosinca 2010.  | Kairo     |
| Darko Javorski  | 16. siječnja 2012. | 30. lipnja 2017.    | Kairo     |

## Vanjske poveznice
- Ujedinjeni Arapski Emirati na stranici MVEP-a